# Stawka większa niż życie (Teatr Telewizji)

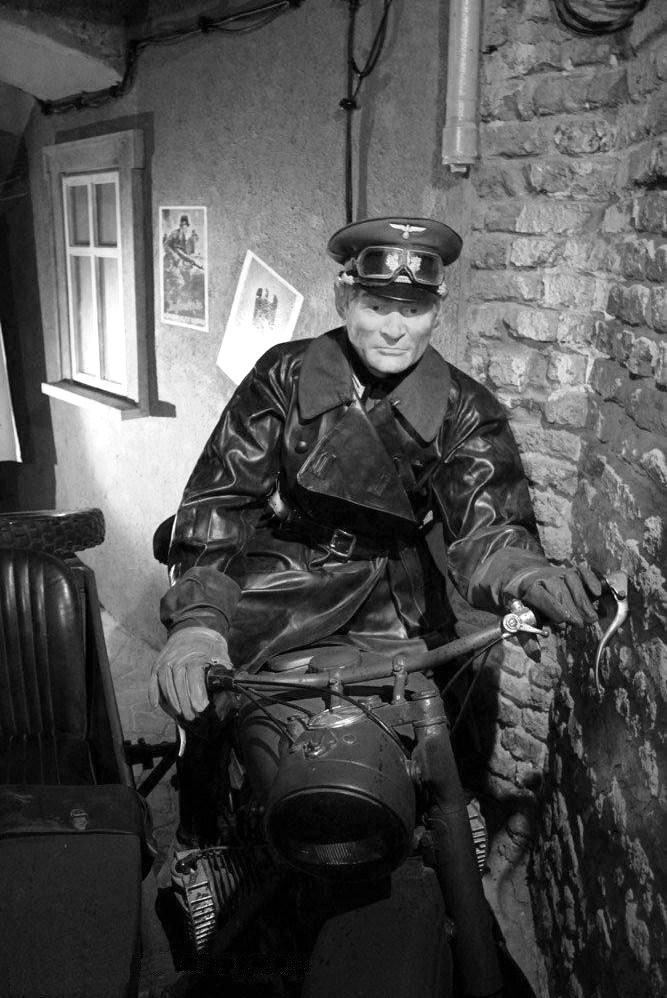
Figura Hansa Klossa (Stanisław Mikulski)

Stawka większa niż życie – polski 14-odcinkowy czarno-biały spektakl telewizyjny, emitowany od 28 stycznia 1965 do 23 lutego 1967 w jedynym wówczas programie TVP. Główną rolę, szpiega działającego w strukturach Abwehry, zagrał Stanisław Mikulski – najpierw jako porucznik (oberleutnant), później jako kapitan (hauptmann) Hans Kloss (będący w rzeczywistości Polakiem – radzieckim agentem o pseudonimie J-23).
Spektakle z tej serii były grane i nadawane na żywo, z wykorzystaniem jako wstawki przygotowanych uprzednio fragmentów filmowych.

## Historia
W 1960 radziecka kinematografia wyprodukowała film Z dala od Ojczyzny, z Wadimem Miedwiediewem w roli głównej, na podstawie wydanej w 1956 powieści pod tytułem Baron von Goldring (ros. И один в поле воин). Jej autorem był ukraiński pisarz Jurij Dold-Mychajłyk (1903–1966). Bohaterem powieści jest radziecki kapitan Grigorij Pawłowicz Gonczarienko – agent, działający jako oberleutnant baron Henryk von Goldring w armii niemieckiej podczas II wojny światowej.
W pierwszej połowie lat 60. reżyserowi Januszowi Morgensternowi zaproponowano adaptację telewizyjną książki Mychajłyka. Morgenstern z kolei zlecił napisanie scenariuszy Zbigniewowi Safjanowi i Andrzejowi Szypulskiemu, z tym że bohaterem miał być Polak. Pisarze, pod pseudonimem Andrzej Zbych, rozpoczęli pracę w 1964, zaś czarno-białe spektakle zaczęły powstawać rok później w ramach Teatru Telewizji. Prawie wszystkie spektakle wyreżyserował Andrzej Konic, poza pierwszym odcinkiem pierwszej serii (zrealizowanym przez Morgensterna) i trzecim drugiej serii (zrealizowanym przez Barbarę Borys-Damięcką).
Po sukcesie wersji teatralnej nakręcono czarno-biały serial telewizyjny Stawka większa niż życie. Powstał on w latach 1967–1968, w Wytwórni Filmów Fabularnych w Łodzi oraz w Wytwórni Filmów Fabularnych we Wrocławiu.

## Lista odcinków

### Seria 1
Wróg jest wszędzie (premiera: 28 stycznia 1965)
- Obsada:
  - Stanisław Mikulski – oberleutnant Hans Kloss/Staszek, agent J-23
  - Mieczysław Stoor – SS-Sturmführer Greit
  - Barbara Klimkiewicz – Marusia
  - Janusz Bylczyński – hauptmann Eberhardt
  - Marian Kociniak – radiotelegrafista Piotr
  - Jerzy Adamczak – doktor
  - Maciej Maciejewski – generał
  - Jan Żardecki – major Broch
  - Jerzy Karaszkiewicz – Erich Kunze, ordynans Klossa
  - Gabriel Nehrebecki – oficer
  - Wacław Szklarski – esesman
  - Aleksander Błaszyk – esesman

Wiosna 1942. Na południowym odcinku frontu wschodnie Wehrmacht przygotowuje ofensywę pod kryptonimem „Weisser Hirsch” mają na celu zniszczyć wojska radzieckie znajdujące się w wybrzuszeniu w rejonie Smoleńska. W Butowie, w sztabie jednej z dywizji działa młody oficer Abwehry Hans Kloss, w rzeczywistości jest to podstawiony przez Sowietów łudząco podobny do Niemca agent J-23, którym jest Polak o imieniu Staszek. Dzięki przekazanym przez niego informacjom Armia Czerwona uprzedza niemiecki atak masakrując wojska hitlerowskie. SS-Stuf Greit, miejscowy szef Sicherheitsdienst o zdradę podejrzewa mjr. Brocha, leczącego się u radzieckiego lekarza, pomagającego miejscowym partyzantom. Jego podejrzenia padają także na Klossa. Ten sugeruje swojemu przełożonemu, kpt. Eberhardtowi, że to właśnie Greit przekazał wrogowi plany operacji.
Łączniczka z Londynu (premiera: 25 lutego 1965)
- Obsada:
  - Stanisław Mikulski – oberleutnant Hans Kloss/Staszek, agent J-23 („Janek”)
  - Wiesława Mazurkiewicz – Jolanta Krzemińska ps. „Jagoda”/oberleutnant Hilda Kilar
  - Tadeusz Białoszczyński – hrabia Tadeusz Przetocki
  - Kazimierz Meres – rotmistrz AK Kazimierz Majewski ps. „Jastrząb”
  - Lech Wojciechowski – podporucznik AK Edward Gajdowicz ps. „Żuraw”
  - Ewa Radzikowska – Zosia Latoszek
  - Teresa Trojan – pokojówka Agnieszka
  - Manuela Kiernikówna – kobieta
  - Stanisław Jaśkiewicz – oberst Hohenberg
  - Edward Wichura – szmugler Wincenty Pisarski
  - Jerzy Karaszkiewicz – Erich Kunze, ordynans Klossa
  - Zbigniew Obuchowski – rządca Jan

Druga połowa roku 1943. Kloss pracuje w Generalnym Gubernatorstwie. Z rozkazu swojego przełożonego ma zakwaterować się w majątku Przetockim celem ubezpieczania działającego w środowisku domowników agenta Abwehry. Stawką jest przejęcie przez Niemców tajnych dokumentów po inż. Latoszku, zięciu hrabiego i polskim naukowcu. W dworku działają ludzie „Marcina”, miejscowego komendanta Gwardii Ludowej PPR – Agnieszka i Jan, którzy pomagają J-23. Mieszka tam również Jolanta Krzemińska, córka przyjaciela Przetockiego. Przedstawia się odwiedzającym sąsiada Majewskiemu i Gajdowskiemu, oficerom Armii Krajowej, jako łączniczka rządu na uchodźstwie mająca za zadanie przejąć tajne dokumenty Latoszka. Do Przetoki przychodzi także szmugler Piskarski nagabujący Przetockiego o sprzedaż jakichkolwiek papierów mogących przynieść profit.
W pułapce (premiera: 25 marca 1965)
- Obsada:
  - Stanisław Mikulski – oberleutnant Hans Kloss/Staszek, agent J-23 („Janek”)
  - Henryk Bąk – dentysta Jan Sokolnicki/Jan Filipiak ps. „Filip”
  - Wanda Majerówna – radiotelegrafistka „Marta”
  - Zygmunt Maciejewski – inżynier Emil Sauer
  - Ryszard Pietruski – porucznik GL „Bartek”[3]
  - Józef Nalberczak – partyzant GL „Roman”
  - Ludwik Pak – szmugler Klepko
  - Janusz Paluszkiewicz – leśniczy Józef Głąbiński
  - Bogdan Łysakowski – partyzant GL „Rudolf”
  - Andrzej Mirecki – partyzant GL „Franek”

Radom, zima 1943. Kloss jako oficer kontrwywiadu ochrania badania prowadzone przez inż. Sauera nad nowym czołgiem. Łącznikiem J-23 z radziecką centralą jest „Filip”, bojownik GL PPR pracujący w mieście jako dentysta Jan Sokolnicki. W dniu zakończenia pracy nad prototypami Staszek mający w ruchu oporu pseudonim „Janek” fotografuje plany nowej broni. Drugim punktem kontaktowym po gabinecie jest szopa w lesie 25 km od Radomia, po przekazaniu informacji Sokolnicki ma udać się do leśniczówki, w której ukryta jest radiostacja ochraniana przez stacjonujących tam obecnie oddział por. „Bartka”. „Filip” spóźnia się, a chcący opuścić punkt Kloss zostaje pojmany przez gwardzistów i uwięziony w leśniczówce. „Bartek” łączy tę sprawę z informacją o tym, że Geibel, komendant Sipo-SD w dystrykcie, ma coraz więcej informacji nt. miejscowych oddziałów leśnych. O zdradę podejrzewa „Rudolfa”, walczącego w oddziale dezertera z Wehrmachtu, pochodzącego z Gdańska.
E-19 działa (premiera: 22 kwietnia 1965)
- Obsada:
  - Stanisław Mikulski – oberleutnant Hans Kloss/Staszek, agent J-23 („Janek”)
  - Czesław Wołłejko – SS-Obersturmbannführer Geibel
  - Barbara Drapińska – Elżbieta Kobus
  - Henryk Bąk – dentysta Jan Sokolnicki/Jan Filipiak ps. „Filip”
  - Jadwiga Kuryluk – praczka, matka „Marty”
  - Wanda Majerówna – radiotelegrafistka „Marta”
  - Teodor Gendera – SS-Sturmführer Hickel
  - Ryszard Bacciarelli – kapitan AK Rybarski
  - Saturnin Żórawski – handlowiec Grzesiak
  - Janusz Bukowski – SS-Rottenführer Ruge
  - Bogdan Łysakowski – partyzant AL „Rudolf”
  - Andrzej Mirecki – partyzant AL „Franek”

Radom, prawdopodobnie wiosna 1944. Gestapo wpada na trop siatki i aresztuje Sokolnickiego. Torturowany „Filip” nie zdradza jednak żadnych tajemnic. Przez szefa Gestapo SS-Stuf Hickla Kloss poznaje Elżbietę Kobus, która zajmuje się nielegalnym handlem i pośrednictwem w procesie wykupu aresztowanych ludzi z rąk hitlerowców, u której bywa także handlowiec Grzesiak, pomagający kpt. Rybarskiemu z AK wykupić człowieka o nazwisku Czekalski. Często goszczący u Kobusowej i przymykający oko na jej handlowy proceder, czerpiąc z niego własne korzyści SS-Ostubaf Geibel rozpoczyna w sprawie Filipiaka współpracę z Abwehrą reprezentowaną przez Klossa. Wyjawia mu, że dotarcie do siatek komunistycznej i prolondyńskiej jest efektem wielomiesięcznej działalności jego agenta E-19. Centrala nakazuje J-23 odejście ze służby i dołączenie do oddziału „Bartka”. Ten decyduje się jednak pozostać w hitlerowskim mundurze i odbić Filipiaka, widząc szansę w odesłaniu go przez Niemców do Warszawy.
Kryptonim Edyta (premiera: 20 maja 1965)
- Obsada:
  - Stanisław Mikulski – hauptmann Hans Kloss/Staszek, agent J-23 („Janek”)
  - Aleksandra Zawieruszanka – Edyta Lausch
  - Emil Karewicz – SS-Obersturmführer Hermann Brunner
  - Mariusz Dmochowski – major Hagen
  - Józef Kostecki – major Schneider
  - Helena Gruszecka – „Mamusia”
  - Helena Norowicz – Greta
  - Wacław Kowalski – szewc Seweryn
  - Jerzy Kaczmarek – Kazimierz Wasiak
  - Andrzej Mirecki – partyzant AL „Franek”
  - Mieczysław Stoor – SS-Sturmführer Greit

Radom, grudzień 1944. Do miasta przyjeżdża Edyta Lausch, kuzynka i młodzieńcza miłość prawdziwego Hansa Klossa. Przerażony groźbą dekonspiracji podsyconej przez sen z Greitem „Janek” wysyła do centrali prośbę o odświeżenie zeznań Niemca z 1941. Otrzymane w ostatniej chwili informacje ratują Klossa w czasie organizowanej przez siebie uroczystości sylwestrowej. Pojawiają się na niej także przyjaciółka Edyty Greta, mjr Hagen z wywiadu informujący Klossa o awansie na hauptmanna i mjr Schneider, saper odpowiedzialny za zaminowania wokół wiaduktu, którego nie udało się wysadzić partyzantom „Bartka”. Ostatni pojawia się niezaproszony SS-Ostuf Hermann Brunner z komendy Sipo-SD, który na widok Edyty upuszcza szklankę. Po powrocie panien do domu wybija okno i ostrzeliwuje łóżko Edyty, uratowanej dzięki spaniu z powodu zimna w jednym łóżku z Gretą. Brunner rozpoczyna śledztwo szczególnie dokładnie przesłuchując Schneidera. Centrala daje partyzantom czas na zniszczenie wiaduktu do 7 stycznia a J-23 próbuje odkryć, kto chciał ją zabić.
Okrążenie (premiera: 17 czerwca 1965)
- Obsada:
  - Stanisław Mikulski – hauptmann Hans Kloss/Staszek, agent J-23 (major WP)
  - Emil Karewicz – SS-Sturmbannführer Hermann Brunner
  - Katarzyna Łaniewska – Baśka
  - Zbigniew Sawan – profesor Fritz Glass
  - Halina Kossobudzka – pani Glass
  - Józef Kostecki – oberst Schneider
  - Leon Pietraszkiewicz – majster Król
  - Wojciech Pokora – inżynier Alfred Kroll
  - Marian Łącz – robotnik Wacek
  - Wiktor Nanowski – robotnik Saszka
  - Lech Madaliński – pułkownik WP
  - Bogdan Szymkowski – kapitan WP
  - Tadeusz Grabowski – radiotelegrafista
  - Andrzej Konic – spiker miejskiego radiowęzła

17 marca 1945. Kloss, Brunner i Schneider przebywają w nadbałtyckiej twierdzy Tolberg oblężonej przez Wojsko Polskie. Esesman nie ukrywa przed hauptmannem swojego przeczucia klęski i proponuje spółkę w bliżej nieokreślonych celach, którą Kloss odrzuca. Zadaniem J-23 jest przekonanie dyrektora fabryki prof. Glassa do zrezygnowania z ewakuacji i pozostania w mieście oraz przekazywanie informacji o działaniach wojsk niemieckich. Przekonany do pozostania w Tolbergu naukowiec znika w nocy z domu a powiadomione przez jego żonę siły bezpieczeństwa odnajdują zmasakrowane zwłoki profesora. Jednocześnie z inicjatywy majstra Króla w zakładzie rodzi się ruch oporu mający na celu przejęcie fabryki i utrzymanie się do przybycia Polaków. Łącznikiem między nimi a Klossem jest Baśka pracująca u Glassów. Król proponuje przystąpienie do spisku swojemu zgermanizowanemu bratankowi, inż. Alfredowi Krollowi, który o wszystkim informuje Brunnera. Przekazane przez niego informacje pozwalają zdemaskować Staszka.
Tajemnica zamku Edelsberg (premiera: 21 października 1965)
- Obsada:
  - Stanisław Mikulski – hauptmann Hans Kloss/Staszek, major WP (były agent J-23)
  - Barbara Horawianka – SS-Sturmführer Anna-Maria Elken
  - Ewa Wiśniewska – Elza Ring
  - Jerzy Radwan – oberst Helmuth Ring
  - Edmund Fidler – aptekarz Wilhelm Schenck
  - Ryszard Piekarski – pułkownik WP
  - Andrzej Nowakowski – porucznik Nowak
  - Stefan Rydel – SS-Sturmbannführer
  - Maciej Dzienisiewicz – jeniec niemiecki
  - Tomasz Zaliwski – Zbyszek, kapitan WP
  - Ryszard Kubiak – podporucznik WP
  - Stefan Friedmann – kapral WP
  - Bogusław Koprowski – szeregowiec WP

Saksonia, druga połowa kwietnia 1945. Płk Helmuth Ring, szef Abwehrstelle Breslau, myśląc o własnej skórze, ukrywa archiwum niemieckiej agentury na wschodzie w podziemiach zamku Edelsberg, który znajduje się w okolicy jego rodzinnej miejscowości Bischofswerden. Dzięki zeznaniom jego adiutanta o wszystkim dowiaduje się Staszek, obecnie major 2 Armii Wojska Polskiego. Postanawia raz jeszcze wcielić się w rolę Hansa Klossa w okupowanym przez Polaków mieście, gdzie mieszkają Elsa, bratanica obersta, wraz z aptekarzem Wilhelmem Schenkiem, który opiekuje się nią i apteką pod nieobecność Gustawa Ringa. W domu Ringów ukrywa się SS-Stuf Anna-Maria Elken, podająca się za pielęgniarkę ze Stuttgartu. Do ich drzwi puka Kloss prosząc o schronienie jako ocalały oficer kontrwywiadu 175 Dywizji Piechoty. Podejrzewając, że Kloss jest człowiekiem Ringa, Anna-Maria niedwuznacznie proponuje mu, że jej bliżej niesprecyzowani mocodawcy są gotowi odkupić archiwum za 20 tys. dolarów. Kloss twierdzi, że nie ma nic wspólnego z Ringiem i archiwum, po czym zostaje aresztowany przez Polaków. Tymczasem wojska niemieckie przechodzą do kontrofensywy.
Ostatnia broń Führera (premiera: 18 listopada 1965)
- Obsada:
  - Stanisław Mikulski – hauptmann Hans Kloss/Staszek, major WP (agent J-23)
  - Lucyna Winnicka – sekretarka Emilia Walden
  - Mieczysław Milecki – profesor Hugon Mathias
  - Piotr Pawłowski – docent Lothar Weiss
  - Janusz Bylczyński – generał Eberhardt
  - Zdzisław Maklakiewicz – SS-Obersturmführer Schmied
  - Marek Perepeczko – esesman Peters
  - Ryszard Piekarski – pułkownik WP
  - Bogdan Śmigielski – major WP
  - Ewa Gąsowska(inne języki) – kelnerka Berta
  - Tadeusz Deszkiewicz – Willi Mathias

Druga połowa kwietnia 1945. Dowództwo 2 Armii utraciło kontakt z majorem Staszkiem po niemieckim kontrataku. Z ostatniego meldunku wynika, że spotkał on w Bischofswerden gen. Eberhardta, którego poznał na wschodzie w 1942. Dowództwo decyduje się utrzymać siatkę szpiegowską, by J-23 mógł powrócić do służby wywiadowczej. Eberhardt zajmuje się ochroną prac nad nową bronią w podziemnej fabryce w Oberwaldzie. Kloss zostaje jego oficerem łącznikowym, za pośrednictwem nieświadomego generała przekazuje cenne informacje Ewie Gelert pracującej dla Polaków. W czasie wykonywania fotografii demaskuje go doc. Weiss, nauczyciel prawdziwego Hansa Klossa. Daje agentowi ultimatum: nie wyda go SS-Ostuf Schmiedowi, szefowi ochrony kompleksu, jeśli umożliwi ucieczkę jego narzeczonej Emilii. Ta chce jednak zostać w fabryce dla swojego kochanka, kierującego pracami prof. Mathiasa.
Koniec gry (premiera: 16 grudnia 1965)
- Obsada:
  - Stanisław Mikulski – hauptmann Hans Kloss/Staszek, agent J-23 (major WP)
  - Emil Karewicz – SS-Sturmbannführer Hermann Brunner
  - Stanisław Jasiukiewicz – SS-Obergruppenführer Martin
  - Iwa Młodnicka – Zosia, korespondentka wojenna (podporucznik WP)
  - Bogdan Niewinowski – esesman Schickel
  - Krzysztof Kowalewski – esesman Frank
  - Hugo Krzyski – generał niemiecki
  - Lucjan Dytrych – generał radziecki
  - Maria Homerska – agentka Ewa Gelert
  - Ryszard Markowski – pilot Luftwaffe
  - Jerzy Racina – podporucznik WP
  - Marek Wilewski – kapral WP
  - Krzysztof Kumor – esesman Ernst
  - Tadeusz Deszkiewicz – Willi Mathias

30 kwietnia 1945, Adolf Hitler popełnia samobójstwo. Na lotnisku w Oberwaldzie polska agentka Ewa Gelert nawiązuje kontakt z J-23. Staszek otrzymuje rozkaz dostania się do szturmowanego przez Sowietów i część jednostek 1 Armii Wojska Polskiego Berlina, na Spandauerstrasse 11, gdzie może pojawić się ktoś, kim interesuje się wywiad. Hans Kloss razem z wnukiem profesora Willym dociera drogą lotniczą do Berlina. Osobą, do której miał dotrzeć jest SS-Ogruf Martin, poszukiwany zbrodniarz wojenny. Kloss przedstawia mu się jako oficer szukający kontaktu z Eberhardtem. W mieszkaniu przebywa także Zosia, korespondentka wojenna WP mająca nawiązać kontakt z J-23, oraz SS-Stubaf Hermann Brunner, któremu udało uciec się z polskiej niewoli w Tolbergu. Po konfrontacji Kloss i Brunner wzajemnie oskarżają się przed Martinem o pracę dla Polaków.

### Seria 2
Czarny wilk von Hubertus (premiera: 20 października 1966)
- Obsada:
  - Stanisław Mikulski – hauptmann Hans Kloss/Staszek, major WP (były agent J-23)
  - Stanisława Perzanowska – Maria, babcia Staszka
  - Jerzy Kaliszewski – oberst von Hubertus
  - Andrzej Gawroński – leutnant Wanderer
  - Krystyna Ciechomska – Berta Schops
  - Anna Milewska – Hedwig Grytzan/Jadwiga Grycan
  - Michał Pluciński – inżynier Otto Grüner
  - Konrad Morawski – Kroszka vel Kroschke
  - Ryszard Barycz – pułkownik WP
  - Jan Englert – podporucznik Stefan Gwóźdź
  - Marian Pysznik – Tadek, funkcjonariusz gdańskiej MO
  - Klemens Mielczarek – Zagóra, komendant MO w Przyłucku
  - Zbigniew Skowroński – restaurator Boczek

Czerwiec 1945. Korzystając z urlopu Staszek odwiedza w Gdańsku swoją babcię Marię. Kobieta wyznaje mu, że czeka na wizytę Władysława Witrosa z Przyłucka pod Elblągiem, swojego starego współpracownika z konspiracji, który wyznał, że czegoś się boi oraz prosi o spotkanie i o informacje dotyczące niejakiej Jadwigi Grytzan, której nazwisko obiło mu się o uszy w czasie okupacji. Okazuje się, że mężczyzna został zamordowany na klatce schodowej tuż przed przyjściem majora, a do zwłok przyczepiono kartkę „Von Hubertus” – jest to pseudonim dowódcy Werwolfu w rejonie Przyłucka. Jej bazą wypadową są trudno dostępne bunkry pośród wciąż nierozbrojonych pól minowych. Staszek podejrzewa, że w otoczeniu owej Grytzan działa niemiecki agent, który przyjechał za Witrosem do Gdańska i tu go zamordował. Przerywa urlop, by jako Hans Kloss przeniknąć w środowisko hitlerowskiej konspiracji, w czym pomóc ma mu ppor. Stefan Gwoźdź.
Noc w szpitalu (premiera: 24 listopada 1966)
- Obsada:
  - Stanisław Mikulski – oberleutnant Hans Kloss/Staszek, agent J-23 („Janek”)
  - Edmund Fetting – major von Rhode
  - Elżbieta Kępińska – Ewa, ranna łączniczka
  - Janusz Bukowski – doktor Tomasz Majewski
  - Teresa Lipowska – siostra Krystyna
  - Jolanta Zykun – siostra Klara Wójcik
  - Leonard Pietraszak – sanitariusz Stefan Welmarz
  - Andrzej Zaorski – Zbyszek/Wacław Stokowski, felczer
  - Zygmunt Rzuchowski – inżynier Johann Kruck
  - Kazimierz Dejunowicz – portier w szpitalu
  - Stefan Śródka – chłop
  - Maciej Rayzacher – Fritz, ordynans Klossa
  - Andrzej Fedorowicz – Helmut, żołnierz niemiecki

Ranny w czasie walk z ludźmi Hubertusa Staszek dochodzi do zdrowia w gdańskim szpitalu pod okiem dr Majewskiego. Dwaj mężczyźni poznali się w 1942, gdy Staszek jako agent J-23 działał w Abwehrze pod nazwiskiem por. Hansa Klossa. Zameldowała się wtedy u niego w nocy ranna łączniczka Ewa, informująca o nieudanej akcji porwania inż. Krucka pracującego nad tajną bronią X-6. Klossowi udało się ją przewieźć do szpitala, w którym dyżur miał jedynie Majewski. Ranny w czasie akcji kierowca informuje mjr. von Rhodego, przełożonego Klossa, że Kruck zaginął, a jednym z partyzantów była kobieta. Rhode podejrzewa, że udało jej się zbiec, informuje także oberleutnanta, że w miejscowym szpitalu działa jego agent M-18. Ten postanawia go zdekonspirować i uratować Ewę.
Człowiek, który stracił pamięć (premiera: 22 grudnia 1966)
- Obsada:
  - Stanisław Mikulski – Hans Kloss/Staszek, major WP (były agent J-23)
  - Elżbieta Kępińska – Ewa, ranna łączniczka
  - Damian Damięcki – Eryk/Gerard Nowaczek
  - Janusz Bylczyński – generał Eberhardt
  - Józef Pieracki – major Hugo Poller
  - Janusz Bukowski – doktor Tomasz Majewski
  - Tadeusz Borowski – Gerard Nowaczek, kierownik Państwowego Urzędu Repatriacyjnego w Baranowie/SS-Sturmbannführer Helmut Link
  - Alicja Wyszyńska – Irena, sekretarka kierownika Państwowego Urzędu Repatriacyjnego w Baranowie
  - Tomasz Zaliwski – Zbyszek, komendant Milicji Obywatelskiej w Baranowie
  - Emilia Krakowska – Zofia Pol, sekretarka komendanta Milicji Obywatelskiej w Baranowie
  - Helena Dąbrowska – Gerda Pressner
  - Mirosław Gruszczyński – Heinz Pressner

17 sierpnia 1945 roku. Ewa, łączniczka, którą J-23 uratował w czasie okupacji, pracuje jako nauczycielka w Baranowie niedaleko Opola. Pewnego wieczora do drzwi jej szkoły puka nieznajomy. Mężczyzna, który przedstawia się jako Eryk, nie wie, kim jest i jak się nazywa. Staszek prowadzi w tym czasie śledztwo ws. „Wolf 2” – operacji szkolenia przez Niemców agentów mających dokonywać sabotaże na Ziemiach Odzyskanych. Właśnie jedna z takich grup wysadziła pociąg z repatriantami pod Baranowem. Przesłuchuje on odpowiedzialnego za rejon Śląska gen. Eberhardta, swojego przełożonego w Bukowie i Oberwaldzie. Generał wspomina majorowi o SS-Stubaf Helmucie Linku, oficerze SS prawdopodobnie ukrywającym się pod polską tożsamością. Na pytanie Staszka wspomina także o mjr. Pollerze z Wrocławia. Na zaproszenie Ewy do Baranowa przyjeżdża Majewski mający zbadać Eryka, razem z nim przybywa tam Staszek chcąc jako Hans Kloss odnaleźć Linka i Pollerta.
Partia domina (premiera: 26 stycznia 1967)
- Obsada:
  - Stanisław Mikulski – oberleutnant Hans Kloss/Staszek, agent J-23 („Janek”)
  - Zofia Kucówna – Liza Schmidt
  - Marian Wyrzykowski – organista Karol
  - Józef Klejer – Erich von Lipke ps. „Artur II”
  - Igor Śmiałowski – SS-Hauptsturmführer Brandt
  - Teresa Szmigielówna – Helena Muschka
  - Tadeusz Janczar – Horst Muschka
  - Miłosz Maszyński – kapitan WP

Rok 1946, Staszek przybywa do Wrocławia, by potwierdzić zeznania Lizy Schmidt, którą poznał, gdy był w mieście ostatni raz, 23 grudnia 1942 jako Hans Kloss. Centrala była wówczas zmuszona zerwać łączność z tutejszą siatką. Jednym z powodów była tajemnicza śmierć „Artura”, jej pierwszego szefa, po której nastąpiło kilka aresztowań. Centrala podejrzewa, że w siatce działa niemiecki agent. J-23 ma go wykryć
albo ostatecznie zerwać kontakty z członkami z siatki. Jedyną osobą, której Kloss może bezwzględnie ufać jest ociemniały organista Karol, od którego dowiaduje się, że nowy szef siatki, „Artur II”, podejrzewa o pracę dla hitlerowców A-4, tj. Lizę Schmidt. Organista żąda od agenta, by wstrzymał wykonanie wyroku. Kloss spełnia jego prośbę i rozpoczyna własne śledztwo.
Cicha przystań (premiera: 23 lutego 1967)
- Obsada:
  - Stanisław Mikulski – Hans Kloss/Staszek, agent J-23 (major WP)
  - Barbara Horawianka – dziennikarka Kristin Warham/SS-Sturmführer Anna-Maria Elken[4]
  - Ignacy Machowski – Ammer/Krystian Schwartze, inspektor szwajcarskiej Federalnej Policji Politycznej
  - Henryk Borowski – hotelarz Tietz, właściciel pensjonatu „Cicha przystań”
  - Irena Szczurowska – kucharka Inga, pasierbica Tietza
  - Lucyna Suchecka – Eliza Valentin/Eliza Rapeneau
  - Andrzej Żarnecki – Jean-Claude Rapeneau
  - Włodzimierz Kmicik – Gray/SS-Sturmführer Grün
  - Maciej Borniński – pani Chiswick/SS-Gruppenführer Heinrich Klemmer ps. „Mały Heinrich”
  - Zygmunt Kęstowicz – Ludwik Gepke
  - Cezary Julski – Willi/SS-Hauptsturmführer Vogelsang

Rok 1947. W szwajcarskim schronisku „Cicha przystań” tuż przy włoskiej granicy ma pełne obłożenie. Przebywają w nim: 40-letni Austriak Ludwik Gepke, francuska para – 35-letni Jean-Claude Rapeneau i Eliza Valentine, starsza Angielka pani Chiswick, jej rodak pan Gray, ratujący nadwątlone zdrowie Szwajcar nazwiskiem Ammer i holenderska dziennikarka Kristin Warham. Właścicielem schroniska jest Tietz. W prowadzeniu górskiego pensjonatu pomagają mu pasierbica Inga i upośledzony umysłowo Willy. Do schroniska dociera kupiec z Hamburgu Hans Kloss, czyli mjr Staszek. Spotyka tam dziennikarkę Kristin Warham, znaną mu z Bischofswerden amerykańską agentkę podającą się wtedy za SS-Stuf Annę-Marię Elken. Mimo pracy dla wywiadów obcych dla siebie bloków dochodzą do porozumienia i łączą siły celem dekonspiracji zbrodniarza wojennego SS-Gruf Heinricha Klemmera. Problem polega na tym, że nikt nie ma jego fotografii, a teczka personalna zbrodniarza zaginęła.